# (65874) 1997 WL13
1997 دابليو أل 13 (ويعرف أيضًا باسم (65874) 1997 دابليو أل 13 وفق تسمية الكوكب الصغير) (بالإنجليزية: 1997 WL13)‏ هو كويكب ضمن حزام الكويكبات؛ وترتيبه 65874 من حيث الاكتشاف.
اكتُشف هذا الجُرم الفلكي بواسطة تاكيشي أوراتا ‏ في 24 نوفمبر 1997.

## وصلات خارجية
- (65874) 1997 WL13 في قاعدة بيانات مختبر الدفع النفاث لأجرام النظام الشمسي الصغيرة

- الاكتشاف · مخطط المدار ·  العناصر المدارية · المعلمات المادية

- (65874) 1997 WL13 على موقع ويكي سكاي: DSS2, SDSS, GALEX, IRAS, Hydrogen α, X-Ray, Astrophoto, Sky Map, Articles and images